# Urdu Malik kán
Urdu Malik vagy Ordu Melik (? – 1361 októbere) az Arany Horda kánja egy hónapig. 

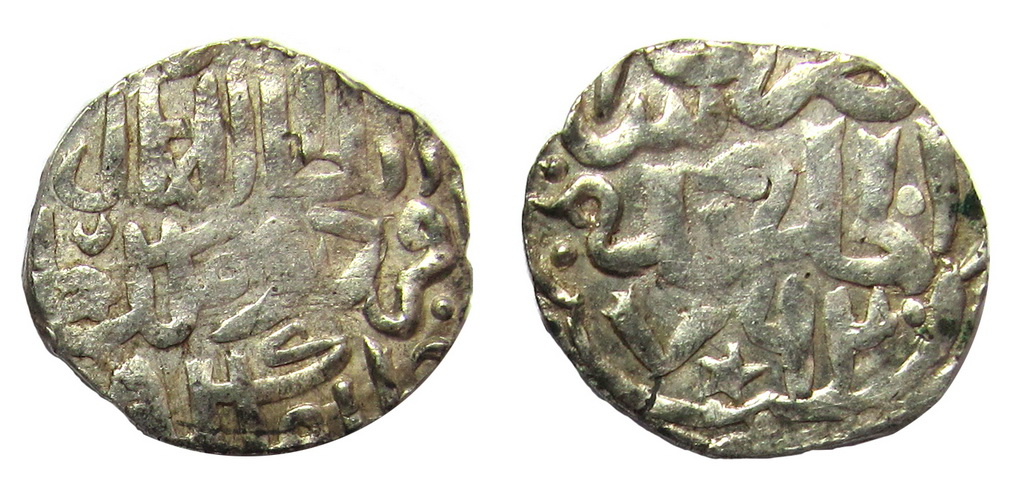
Urdu Malik Új-Szarajban vert pénze.

Urdu Malik Tuga Temürnek, Dzsocsi tizenharmadik fiának volt kései leszármazottja. Az alapító kán családfájának ezen ága addig nem nyújtott be igényt a káoszba és polgárháborúba zuhant Arany Horda uralkodói címére, de ekkoriban (1360 körül) a Horda keleti részén az ebből az ágból származó Kara Nogáj lett a helytartó és kellő számú sereggel és pénzzel tudta ellátni rokonságát.
Miután 1361 augusztusában meggyilkolták Khidr kánt, a trónért annak öccse, Murád és fia, Temür Khavja vetélkedett egymással. Temür szerezte meg a fővárost, Szarajt és Murád visszavonult, de erői érintetlenül maradtak. Ebben a helyzetben érkezett meg kelet felől seregeivel Urdu Malik. A támogatás nélkül maradt Temür elmenekült Szarajból, és a várost még Murád előtt 1361 szeptemberében Urdu Malik sietve elfoglalta és kánná kiáltotta ki magát.
Ekkoriban jelent meg a politikai porondon Kildibek, aki saját állítása szerint Batu kán leszármazottja volt és az emírek egy részét sikerült maga mellé állítania. Seregével 1361 októberében Szarajba vonult és ott legyőzte és megölette Urdu Malikot.
Mivel Urdu Malik a Horda uralkodóját jelenti, egyes történészek kétségbe vonják a létezését vagy hogy ez volt a valódi neve.

## Fordítás
Ez a szócikk részben vagy egészben  a(z)   Ордумелик című orosz Wikipédia-szócikk ezen változatának fordításán alapul.  Az eredeti cikk szerkesztőit annak laptörténete sorolja fel. Ez a jelzés csupán a megfogalmazás eredetét és a szerzői jogokat jelzi, nem szolgál a cikkben szereplő információk forrásmegjelöléseként.